# الوحدات الكهروستاتيكية
النظام الكهروستاتيكي للوحدات (CGS-ESU) هو نظام من الوحدات المستخدمة لقياس كميات الشحنة الكهربائية والتيار الكهربائي والجهد ضمن نظام السنتيمتر- جرام- ثانية (أو "CGS") للوحدات المترية. في الوحدات الكهروستاتيكية، تُعرَّف الشحنة الكهربائية بالقوة التي تمارسها على الشحنات الأخرى.
على الرغم من أن وحدات CGS قد حلت محلها في الغالب MKSA (متر - كيلوجرام - ثاني - أمبير) أو وحدات النظام الدولي للوحدات (SI) ، لا تزال الوحدات الكهروستاتيكية قيد الاستخدام في بعض التطبيقات، وعلى الأخص في مجالات معينة من الفيزياء مثل كما في فيزياء الجسيمات والفيزياء الفلكية.
الوحدات الكهروستاتيكية الرئيسية هي:
- ال (ستات كولوم)، يسمى فرانكلين أو «الوحدات الكهروستاتيكية» للشحنة الكهربائية.
- ستاتفولت للجهد
- ستاتامبير للتيار الكهربائي.

نادرًا ما يتم استخدام وحدات CGS-ESU للكميات المغناطيسية،  وليس لها أسماء خاصة. تميل المصادر إلى استخدام «الوحدات الكهروستاتيكية esu» فقط أو الوحدة المشتقة المعبر عنها من حيث الوحدات الأساسية لـ CGS. على سبيل المثال، وحدة الحث المغناطيسي هي g 1/2 / cm 3/2 ، المقابلة لـ c cgs غاوس، والمقابلة cgs c × 10−4 تسلا، حيث c cgs = c / (سم / ث) = 29979245800 هو الجزء رقمية من سرعة الضوء c أعرب في وحدات كلية الدراسات العليا.

## روابط خارجية
- الوحدات الكهربائية